# 背景音楽
背景音楽（はいけいおんがく）またはバックグラウンド・ミュージック（英: background music）は、特定の空間や映像などの背景に、雰囲気の醸成といった目的のもと小音量で流される音楽・音響である。BGM（ビージーエム）の略称も用いられるほか、バックミュージックやバックグラウンド、バックとも称される。

## 劇中の背景音楽
映画、テレビドラマ、テレビゲーム、舞台劇などで流される音楽をバックグラウンドミュージックと呼び、演出意図を効果的に補完できる曲が新たに作曲、または従来の音楽より選曲されて使用される。劇中で伴奏されることから「劇伴」とも呼ばれる。
かつては完成した映像を流しながら、そのシーンに合わせた作曲・指揮・演奏・録音を行っていたが、ドラマやアニメなどのテレビシリーズが確立されるとこの手法が間に合わなくなり、現在は放映前に作曲家が何十曲か作っておくのが一般的な手法である。ただし、特別なシーンには専用の曲を特注する場合もある。どのシーンにどの曲を流すかは音響監督の担当だが、それを専門に行う「選曲」という仕事も存在する。
なお、英語では、劇伴を「background music」と呼ぶことは間違いではないが、「店舗などでの背景音楽」（下記）などと区別するため、劇伴を特に「incidental music」と呼ぶことがある。この場合の「incidental」とは「付随的な」という意味で、「他の芸術作品の付属物として作られた音楽」というニュアンスである。「付随音楽」も参照。

## 店舗などでの背景音楽
飲食店や小売店で流される音楽もバックグラウンドミュージックと呼ばれる。クラシック、イージーリスニング、ロック、ジャズ、ラテン、民謡、琴、J-POPなど、店鋪経営者が演出したい雰囲気づくりのために曲の分野が選ばれる。既存曲をそのまま流すだけでなく、業務用BGMとしてアレンジ・製作されたものを使用することもある。同じような用途のものとして動画を流すバックグラウンドビデオ（BGV、環境ビデオなどとも呼ばれる）がある。
店舗の雰囲気についての研究は、1970年代にフィリップ・コトラーが「アトモスフェリクス」という概念を提唱したことに端緒をなすが、そこでは色、照明、におい、混み具合、ストア・レイアウト、ストア・デザイン、販売員とともにBGMなどの音楽が主要な環境要因として挙げられている。BGMの選択は店舗の印象や売上に影響を与えるが、適切なBGMと店舗の種類の組み合わせを判断することは、選択肢が多いこともあり容易ではない。
業務用BGMとして製作された器楽曲は、英語では「elevator music」または「muzak」「piped music」「weather music」「lift music」などと呼ばれる。

## 業務用BGM提供事業者
- 東洋メディアリンクス
- USEN
- キャンシステム
- STAR digio
- モンスター・ラボ
- センターラインレコード
- 株式会社CLAP's[7]
- 九州音楽放送